# Calymmaria shastae
Calymmaria shastae là một loài nhện trong họ Hahniidae.
Loài này thuộc chi Calymmaria. Calymmaria shastae được Ralph Vary Chamberlin & Wilton Ivie miêu tả năm 1937.